# PDP (迷你電腦)

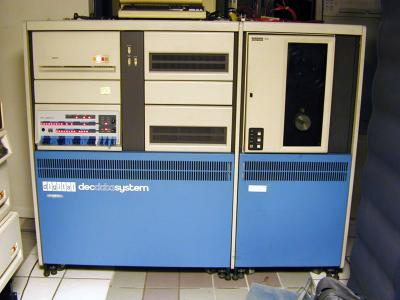
PDP-11-70

PDP，是DEC公司生产的小型机系列的代号。PDP是“Programmed Data Processor”（程序数据处理机）的首字母缩写。
在计算机发展的初期，整个计算机产业就已发展到了相当的规模，但是计算机只有一些资金雄厚的公司和机构才能用的起，因为那时的计算机都是庞然大物，功能强大而复杂（当然不能与现代计算机相比）。
1960年，DEC推出了首个以阴极管为监视器的小型机产品PDP-1设备。PDP-1简化了大型机的功能，而且价格低廉。1965年推出了世界上第一台真正意义的小型计算机PDP-8。随后，DEC又推出了世界上首款采用晶体管的小型机PDP-8/1。1970年，DEC推出了第一款 16位小型机PDP-11。（美国工业协会评为“70年代最具影响力的技术产品”）。
PDP系列计算机使DEC公司成为了小型机时代的领头羊。
由于小型机的推广，降低计算机产品的使用成本，使得更多的人获得了接触计算机的机会，大大促进了计算机产业以及相关行业的发展，并直接促进了个人计算机（PC）的发展。
尽管DEC公司因为推动计算机大众化而获得成功，DEC却因为反对个人计算机的出现而遗憾的成为了历史的笑柄。随着比小型机还小型化的苹果等大批个人计算机出现时，還在堅持機構客戶的DEC业绩一落千丈。
20世纪90年代后，DEC被康柏电脑收购（康柏最终被惠普收购）。由DEC开创的小型机时代宣告结束，小型机市场多被高性能个人计算机占领，目前选择現代小型机的客户多有特别的需求，廠商現在大部分也是拿現成的個人電腦的產品來組裝出來，與以前的小型機概念並不相同。